# Just Us (JYJ-album)
A Just Us a dél-koreai JYJ együttes második koreai nyelvű nagylemeze, melyet 2014. július 29-én jelentetett meg a C-JeS Entertainment és a LOEN Entertainment. Az együttes a megjelenést követő egy órában első helyet ért el a Melon, az Mnet, a Genie, az Olleh, a Naver és a Cyworld digitális slágerlistáján a Back Seat című dallal. Az albumra Chris Brown is írt egy dalt.

## Számlista
| #   | Cím             | Dalszöveg | Zene                                                                                  | Arranger                                                                              | Hossz |
| --- | --------------- | --- | ------------------------------------------------------------------------------------- | ------------------------------------------------------------------------------------- | ----- |
| 1.  | Just Us         | | Pak Il (박 일, Park Il)                                                               | Pak Il (Park Il)                                                                      |       |
| 2.  | Back Seat       | Kim Thevon (Kim Tae-won) (김태완), Tong Nehjong (Dong Ne-hyeong) (동네형), Von Jonghon (Won Yeong-heon) (원영헌) | Kim Thevon (Kim Tae-won), Tong Nehjong (Dong Ne-hyeong), Von Jonghon (Won Yeong-heon) | Kim Thevon (Kim Tae-won), Tong Nehjong (Dong Ne-hyeong), Von Jonghon (Won Yeong-heon) |       |
| 3.  | Letting Go      | Dzsunszu (Junsu), Daryle “D.Brown” Oldham, Jucshon (Yoochun)                                                     | Daryle “D.Brown” Oldham                                                               | Daryle “D.Brown” Oldham                                                               |       |
| 4.  | 7 Years         | Micshin Kamszong (Michin Kamseong) (미친감성) , Im Hanbjol (Im Han-byeol) (임한별)                               | Micshin Kamszong (Michin Kamseong)                                                    | Micshin Kamszong (Michin Kamseong)                                                    |       |
| 5.  | Dad, You There? | Jucshon (Yoochun), Daryle ‘D.Brown’ Oldham                                                                       | Daryle ‘D.Brown’ Oldham, Gabriel Bello                                                | Daryle ‘D.Brown’ Oldham                                                               |       |
| 6.  | So So           | Hö Dzsangnim (Hoi Jang-nim) (회장님), Csong Dzsejop (Jeong Jae-yeop) (정재엽), AQX                               | Hö Dzsangnim (Hoi Jang-nim), Csong Dzsejop (Jeong Jae-yeop) , AQX                     | Hö Dzsangnim (Hoi Jang-nim), Csong Dzsejop (Jeong Jae-yeop) , AQX                     |       |
| 7.  | 2:30 AM         | Micshin Kamszong (Michin Kamseong)                                                                               | Brandyn Burnette, Odd Jensen, Elisabeth Carew                                         | Odd Jensen                                                                            |       |
| 8.  | Let Me See      | Dzsedzsung (Jaejoong)                                                                                            | Hö Dzsangnim (Hoi Jang-nim), 2JAJA, AQX                                               | Hö Dzsangnim (Hoi Jang-nim), 2JAJA, AQX                                               |       |
| 9.  | Thirty..        | Jucshon (Yoochun)                                                                                                | Jucshon (Yoochun), Kvon Bingi (Kwon Bin-gi) (권빈기)                                  | Kvon Bingi (Kwon Bin-gi), Hvang Szongszu (Hwang Seong-su) (황성수)                    |       |
| 10. | Baboboy         | Dzsedzsung (Jaejoong)                                                                                            | Claire Sackwild, Tobias johansson, Jack Door                                          | Jack Door                                                                             |       |
| 11. | Dear J          | Dzsedzsung (Jaejoong)                                                                                            | Hö Dzsangnim (Hoi Jang-nim), Csong Dzsejop (Jeong Jae-yeop) , AQX                     | Hö Dzsangnim (Hoi Jang-nim), Csong Dzsejop (Jeong Jae-yeop) , AQX                     |       |
| 12. | Creation        | Dzsedzsung (Jaejoong)                                                                                            | Fukuda Takasi, Richard K & Edward K                                                   | Fukuda Takasi, Richard K & Edward K                                                   |       |
| 13. | Valentine       | Chris Brown, Lonny Bereal                                                                                        | Lonny Bereal                                                                          | Lonny Bereal                                                                          |       |